# Idgia iriomoteana
Idgia iriomoteana is een keversoort uit de familie Prionoceridae. De wetenschappelijke naam van de soort is voor het eerst geldig gepubliceerd in 1980 door Nakane.